# La Roquette (Eure)
La Roquette és un municipi francès situat al departament de l'Eure i a la regió de Normandia. L'any 2007 tenia 221 habitants.

## Demografia

### Població
El 2007 la població de fet de La Roquette era de 221 persones. Hi havia 90 famílies de les quals 16 eren unipersonals (12 homes vivint sols i 4 dones vivint soles), 39 parelles sense fills, 31 parelles amb fills i 4 famílies monoparentals amb fills.
La població ha evolucionat segons el següent gràfic:
Habitants censats

### Habitatges
El 2007 hi havia 128 habitatges, 89 eren l'habitatge principal de la família, 35 eren segones residències i 3 estaven desocupats. Tots els 124 habitatges eren cases. Dels 89 habitatges principals, 85 estaven ocupats pels seus propietaris, 2 estaven llogats i ocupats pels llogaters i 2 estaven cedits a títol gratuït; 3 tenien una cambra, 9 en tenien dues, 18 en tenien tres, 25 en tenien quatre i 35 en tenien cinc o més. 66 habitatges disposaven pel capbaix d'una plaça de pàrquing. A 29 habitatges hi havia un automòbil i a 56 n'hi havia dos o més.

### Piràmide de població
La piràmide de població per edats i sexe el 2009 era:
| Homes | Edats   | Dones |
| ----- | ------- | ----- |
| 0     | 95 o +  | 0     |
| 0     | 90 a 94 | 0     |
| 0     | 85 a 89 | 4     |
| 0     | 80 a 84 | 0     |
| 4     | 75 a 79 | 4     |
| 8     | 70 a 74 | 8     |
| 0     | 65 a 69 | 0     |
| 8     | 60 a 64 | 12    |
| 4     | 55 a 59 | 0     |
| 0     | 50 a 54 | 4     |
| 24    | 45 a 49 | 12    |
| 4     | 40 a 44 | 12    |
| 4     | 35 a 39 | 8     |
| 8     | 30 a 34 | 8     |
| 8     | 25 a 29 | 4     |
| 0     | 20 a 24 | 0     |
| 16    | 15 a 19 | 12    |
| 0     | 10 a 14 | 12    |
| 4     | 5 a 9   | 0     |
| 8     | 0 a 4   | 8     |

## Economia
El 2007 la població en edat de treballar era de 143 persones, 92 eren actives i 51 eren inactives. De les 92 persones actives 85 estaven ocupades (45 homes i 40 dones) i 7 estaven aturades (3 homes i 4 dones). De les 51 persones inactives 20 estaven jubilades, 9 estaven estudiant i 22 estaven classificades com a «altres inactius».

### Ingressos
El 2009 a La Roquette hi havia 97 unitats fiscals que integraven 236,5 persones, la mediana anual d'ingressos fiscals per persona era de 20.175 €.

### Activitats econòmiques
Dels 8 establiments que hi havia el 2007, 1 era d'una empresa de fabricació d'altres productes industrials, 2 d'empreses de comerç i reparació d'automòbils, 1 d'una empresa d'hostatgeria i restauració, 2 d'empreses de serveis, 1 d'una entitat de l'administració pública i 1 d'una empresa classificada com a «altres activitats de serveis».
L'any 2000 a La Roquette hi havia 5 explotacions agrícoles.

## Poblacions més properes
El següent diagrama mostra les poblacions més properes.